# عمار القربي
عمار القربي هو طبيب وناشط حقوقي سوري وهو رئيس المنظمة الوطنية لحقوق الإنسان في سوريا والتي تتخدُ من دمشق مقرًا لها. اشتهر بحراكهِ على مستوى المؤتمرات التي يعقدها المعارضون السوريون بغرض دعم المتظاهرين والمعارضين في الداخل السوري وأيضا اشتهر بتصريحاته على القنوات الإخبارية العالمية مدافعاً عن حقوق الشعب السوري ومحملا النظام السوري كامل المسؤولية عن الدماء التي تسال في سوريا. ساهمَ عمّار في عام 1987 في التأسيس مع آخرين لما سُمي وقتها بحركة الاشتراكيين العرب، لكن التجربة انتهت عام 1995 واكتشف القربي في ساعة من الصدق والمصارحة مع الذات أنه غير مؤمن بأن العمل الحزبي في سوريا يشكل أولوية؛ في هذا الصدد يقول قربي: «لم أعد أُؤمن بالعمل الحزبي في سوريا، رأيت أن الناس غير مهتمين، واكتشفت أن مهمة بناء مجتمع مدني يجب أن يكون أولوية، وخلال ذلك لابد أن يترافق هذا السعي مع العمل إلى بناء دولة المؤسسات والقانون.»
مع انسداد الأفق السياسي؛ توجه للعمل النقابي وتبوّأ مناصب نقابية مختلفة مخترقا قوائم الجبهة الوطنية التقدمية حيثُ شارك في ربيع دمشق من بدايته وكان عضوًا بارزًا في لجان إحياء المجتمع المدني. أسّس مع آخرين المنظمة العربية لحقوق الإنسان في سوريا عام 2003 وكان الناطق الرسمي باسمها كما أنه ترأّس المنظمة الوطنية لحقوق الإنسان في سوريا منذ عام 2007 وحتى الآن. هو عضو في أكثر من منظمة حقوقية ومجتمع مدني دولية منها عضوية مجلس الأمناء في المنظمة العربية بالقاهرة ومنسق المنبر السوري لمنظمات المجتمع المدني غير الحكومية كما أنّه عضو في المكتب التنفيذي للفيدرالية السورية لحقوق الإنسان والمنظمة العربية للإصلاح الجنائي إضافة لعضويته في التحالف العربي من أجل المحكمة الجنائية وسكرتارية التحالف العربي من أجل دارفور وعضوية التحالف الدولي لمحكمة الجنايات الدولية. ولهُ عدّة كتب حقوقية وسياسية حول اللاجئين وأوضاع السجون.
مع اندلاع الثورة السورية كان من أوائل من انخرطوا فيها ودعموها، وساهم بتنظيم أول مؤتمر وطني بعد شهر من الثورة في أنتاليا وانتُخب كأمين عام للمؤتمر ومكتبه التنفيذي والذي تحول فيما بعد لتيار التغيير الوطني الذي شغل عمار القربي منصب أمينهُ العام وهو تيار مرخص في أربعة دول ولهُ 13 مكتبًا في دول مختلفة. كان له بصمات واضحة في تجميد عضوية الحكومة السورية في الجامعة العربية وإرسال المراقبين العرب ومن ثم الدوليين في بداية الأحداث، كما ساهم في إقرار العقوبات الاقتصادية على بعض المسؤوليين السوريين إضافة لعملهِ مع مفوضية حقوق الإنسان في الأمم المتحدة والتي أرسلت عدة لجان تحقيق وتقصي حقائق وأصدرت العديد من التقارير الدورية المناصرة لقضية الشعب السوري.
لم ينضم قربي للمجلس الوطني رغم كل المحاولات لضمّه، وفضل ان يشارك في المؤتمر الوطني الجامع في القاهرة تحت قُبّة الجامعة العربية والذي أصدر وثيقتان ما زالت ساريتان حتى الآن، كما أنّه لم ينضم للائتلاف الوطني السوري بل عرف بمعارضته الشديدة لهُ ولسياساته.